# Macerio nicoleti
Macerio nicoleti là một loài nhện trong họ Miturgidae.
Loài này thuộc chi Macerio. Macerio nicoleti được Cândido Firmino de Mello-Leitão miêu tả năm 1951.